# Tarenna baconoides
Tarenna baconoides är en måreväxtart som beskrevs av Herbert Fuller Wernham. Tarenna baconoides ingår i släktet Tarenna och familjen måreväxter. Inga underarter finns listade i Catalogue of Life.